# Barkell-Nunatak
Der Barkell-Nunatak ist ein Nunatak im ostantarktischen Enderbyland. Er ragt 7 km nördlich des Mount Douglas in den Scott Mountains auf.
Australische Wissenschaftler benannten ihn nach Vic Barkell, Hubschrauberpilot bei einer 1976 durchgeführten Kampagne der Australian National Antarctic Research Expeditions zur Vermessung des Enderbylands.